# Стійкість систем
Сті́йкість (англ. Robustness) — це якість, що дозволяє системі витримувати зміни параметрів зовнішнього середовища, відмінні від розрахункових. Система організм, або проєкт може бути названо «стійким», якщо він в змозі впоратися з варіаціями (іноді непередбачуваними) в операційному середовищі з мінімальними: збитком, зміною або втратою функціональності.

## Економіка
Економічна стійкість у суспільних системах, на відміну від таких понять, як «стабільність», «стагнація», «спокій», має передбачати гнучке реагування на всі зовнішні й внутрішні впливи для того, щоб не запобігати новим обставинам, властивостям і відносинам, а уміло використовувати їх для постійного відновлення та самовдосконалення. «Економічна стійкість» суб'єктів господарювання є містким і багатогранним соціально-економічним поняттям.
Варто розрізняти стійкість системи управління, системи показників і стійкість функціонування самого підприємства.